# Hespe
Hespe est une municipalité allemande du land de Basse-Saxe et de l’arrondissement de Schaumbourg. En 2015, elle comptait 2 058 habitants.